# 出陣式
出陣式（しゅつじんしき）とは、武家時代、出陣に際して行われた儀式。大将が具足姿で床几に腰をかけ、打ち鮑(あわび)・搗(か)ち栗・昆布の3種を肴に三献をくんだ。
また,
自治体や大学、専門学校などの教育機関が就職活動を控えた学生を激励するために行うイベントの事も言う。